# Annotator
Een annotator is iemand die een rechtsgeleerd commentaar verzorgt op een vonnis, arrest of uitspraak van een rechter of rechterlijk college. Het is gewoonlijk een onafhankelijke specialist, als regel een hoogleraar die haar of zijn sporen in de rechtswetenschap heeft verdiend. In Nederland wordt het commentaar gegeven in een noot onder de tekst in de Nederlandse Jurisprudentie; AB Rechtspraak Bestuursrecht of een tijdschrift dat zich toelegt op een zeker juridisch specialisme. Van oudsher werden de namen van de - zeer beperkte en vaste groep - annotatoren van NJ en AB met afkortingen weergegeven volgens onderstaande tabel. Sinds 2010 worden van de annotatoren de volledige namen vermeld.

## Alfabetische lijst van Nederlandse annotatoren
| Initialen   | Naam                       | Rechtsgebied                                     |
| ----------- | -------------------------- | ------------------------------------------------ |
| ARB         | A.R. Bloembergen           | burgerlijk recht                                 |
| CB          | C. Bronkhorst              |                                                  |
| BVAR        | B.V.A. Röling              | strafrecht                                       |
| CJHB        | C.J.H. Brunner             | burgerlijk recht                                 |
| DJV         | D.J. Veegens               | burgerlijk recht                                 |
| EAA         | E.A. Alkema                | mensenrechten                                    |
| EAAL        | E.A.A. Luijten             | personen-, familie- en erfrecht; notarieel recht |
| EMM         | E.M. Meijers               | burgerlijk recht                                 |
| FHvdB       | F.H. van der Burg          |                                                  |
| G           | W.C.L. van der Grinten     | burgerlijk recht, ondernemingsrecht              |
| GJS         | G.J. Scholten              | burgerlijk recht                                 |
| HB          | L.J. Hijmans van den Bergh | burgerlijk recht                                 |
| HD          | Huib Drion                 | burgerlijk recht                                 |
| HJS         | H.J. Snijders              | burgerlijk (proces)recht                         |
| JBMV        | J.B.M. Vranken             | burgerlijk recht                                 |
| JD          | Jan Drion                  | burgerlijk recht                                 |
| JdH         | J. de Hullu                | strafrecht                                       |
| Kn          | G. Knigge                  | strafrecht                                       |
| LEHR        | L.E.H. Rutten              | burgerlijk recht                                 |
| LWH         | L. Wichers Hoeth           |                                                  |
| Ma          | J.M.M. Maeijer             | ondernemingsrecht                                |
| Molengraaff | W.L.P.A. Molengraaff       | burgerlijk recht                                 |
| MS          | M. Scheltema               | staats- en bestuursrecht                         |
| PAS         | P.A. Stein                 | burgerlijk recht                                 |
|             | P.A.M. Mevis               | strafrecht                                       |
| PhANH       | Ph.A.N. Houwing            | burgerlijk recht                                 |
| PJB         | P.J. Boon                  | staats- en bestuursrecht                         |
| PvS         | P. van Schilfgaarde        | burgerlijk recht, ondernemingsrecht              |
| 'tH         | A.C. 't Hart               | strafrecht                                       |
| T           | B.M. Taverne               |                                                  |
| ThGD        | Th.G. Drupsteen            | bestuursrecht                                    |
| ThWvV       | Th.W. van Veen             | strafrecht                                       |
| WHH         | W.H. Heemskerk             | burgerlijk procesrecht                           |
| WMK         | W.M. Kleijn                | burgerlijk recht                                 |
| YB          | Y. Buruma                  | strafrecht                                       |